# Viver i Serrateix
Pour les articles homonymes, voir Viver (homonymie).
Viver i Serrateix est une commune d'Espagne dans la communauté autonome de Catalogne, province de Barcelone, de la comarque de Berguedà